# Umeå garnison
Umeå garnison är en garnison inom svenska Försvarsmakten som verkat i olika former sedan 1900. Garnisonen ligger vid Hissjövägen där europavägen E12 möter riksväg 92 och länsväg 363 i Umeå.

## Verksamhet
Försvarsmaktens verksamhet i Umeå är lokaliserad till området omedelbart nordväst om gamla I 20 längs Vindelvägen och invid Midgårdsskolan. Garnisonens huvudman är Totalförsvarets skyddscentrum, men verksamhet från Norra militärregionen, Försvarsmaktens logistik, Försvarsmaktens tekniska skola, Försvarsmaktens telekommunikations- och informationssystemförband och Fortifikationsverket finns representerade i garnisonen.

## Dragonkasernen
År 1900 blev Norrlands dragonregemente som första förband förlagt till Umeå, där regementet förlades till ett nyuppfört kasernetablissement vid Skolgatan. Även om kasernetablissementet utvecklades och anpassades med tiden, så lämnades kasernetablissement 1966, då kavalleriet samlokaliseras med infanteriet vid Hissjövägen. Kasernetablissementet övertogs av Umeå kommun som åren 1969–1970 flyttade in sin kommunförvaltning i de gamla kasernbyggnaderna.
År 1891 uppfördes Moritzska gården i kvarteret Idun, vid korsningen mellan Rådhusesplanaden och Skolgatan invid nuvarande Vasaplan, som bostad åt Carl Gustav Moritz. Moritz donerade vid sin död 1897 gården till Umeå stad. År 1907 påbörjade kavalleriet vinterutbildning varvid Kavalleriskolan förlades i anslutning till kasernetablissementet vid Skolgatan i hörnet av Rådhusesplanaden och Skolgatan. År 1912 omlokaliserades skolan till Eksjö garnison och 1983 flyttades huset till sin nuvarande plats vid Storgatan i kvarteret Härmod. Skolan återkom till staden 1961 i form av Kavalleriets kadettskola (KavKS) och förlades 1966 till I20-området. År 1917 blev huset brandstation när Umeå stads första brandkår flyttade in; cheferna intog huvudbyggnaden, fotfolket fick bo i gårdshusen, och såväl hästdragen brandspruta som hästdragen ambulans fick plats i ett uthus. Längre fram på 1920-talet inrymdes både aftonskola och kontor för beredskapsarbeten. År 1983 flyttades gården till dess nuvarande plats i korsningen mellan Östra Kyrkogatan och Storgatan, mitt emot Döbelns park.

## I20-området
I20-området eller även känt som Umestan är en företagspark som ingår i stadsdelen Regementet i Umeå. Området utgörs till huvuddelen av det kasernetablissement som uppfördes 1909 till Västerbottens regemente. Det efter att det vid 1901 års försvarsreform beslutades att regementena skulle förläggas till nyuppförda kaserner. Västerbottens regemente omlokaliserades från sin tidigare mötesplats Vännäs läger. Byggnaderna uppfördes efter "1901 års härordnings byggnadsprogram efter Kasernbyggnadsnämndens andra typritningsserie för infanterietablissement". År 1966 uppfördes ytterligare kaserner på området då Norrlands dragonregemente och Kavalleriets kadettskola flyttade in på området. Totalt kom cirka 120 byggnader att uppföras för de olika förbanden på området. År 1980 skedde nästa förändring av förbanden inom garnisonen då Norrlands dragonregemente omlokaliserades till Arvidsjaur. Kvar blev dock Kavalleriets kadettskola, som även kom att omfatta utbildning till infanteriet i norra Sverige och fick det nya namnet Infanteriets och Kavalleriets officershögskola. År 1992 utökades garnisonens organisation genom att Totalförsvarets skyddscentrum omlokaliserades från Stockholms garnison. Genom försvarsbeslutet 1996 påbörjades dock en reducering av garnisonens organisation, genom att Lapplandsbrigaden avvecklades 1997. Reducering av garnisonen kom dock att fortsätta genom att officershögskolan avvecklades 1999 och senare genom att försvarsområdesstaben avvecklades 2000. Försvarsområdesstabens uppgift att utbilda och stödja hemvärnet inom länet övertogs 2000 av den nybildade Västerbottensgruppen. Genom den avveckling som påbörjades av garnisonen 1997 såldes en större del av området 1998 till kommunen och området går numera under namnet Umestan.
I augusti 2019 överlämnade Umeå kommun en utredning till regeringen där man konstaterade att försvaret måste flytta på sig. Det för att möjliggöra ett nytt bostadsområde med 30.000 bostäder på I20-området i Umeå. I november 2020 skickade Umeå kommun en begäran till bostadsministern Per Bolund om få köpa den mark som staten äger vid I20-området. Ett alternativ som föreslogs var att kommunen själva finansiera en ny garnison närmre Umeå övnings- och skjutfält. Därmed så skulle Försvarsmakten överväga en flytt och försäljning av området. Den 2 december 2020 meddelade dock Fortifikationsverket att man den 30 september 2020 köpt cirka 55.000 kvadratmeter mark av den övre delen av Umestan företagspark, det vill säga I20-området. Köpet omfattade fastigheten Stadsliden 3:10 för ett värde på 85 miljoner kronor, där flertalet av byggnaderna är garage- och verkstadsbyggnader.
År 2010 beslutade regeringen om att en ny träningsanläggning till Totalförsvarets skyddscentrum skulle uppföras i garnisonen. Byggnationen skulle påböras 2014 för att vara slutfört 2016. Dock så kom byggatarten att skjutas upp. År 2019 fick byggnadsplanerna godkänt och den 29 april 2022 togs det första spadtaget. Med den nya övningsanläggningen ska Totalförsvarets skyddscentrum kunna öva skarpt med högtoxiska kemiska stridsmedel, industrikemikalier, avdödade mikroorganismer och radiologiska ämnen året om. Övningsanläggningen kommer utgöras av 3800 kvadratmeter övningsyta och planeras invigningas våren 2025.

## Galleri

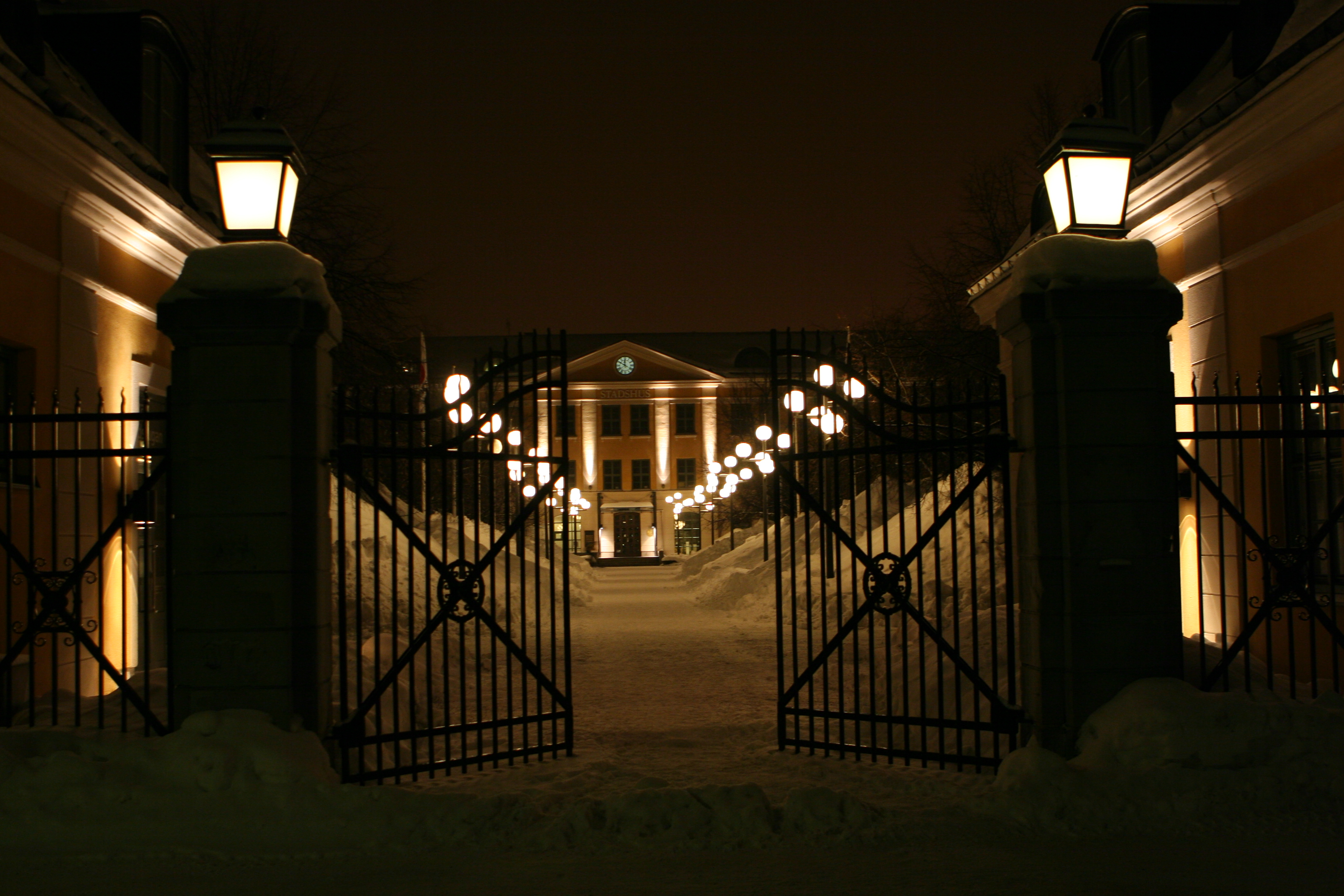
Umeå stadshus i vinternatt, tjänade tidigare som kavallerikasern.
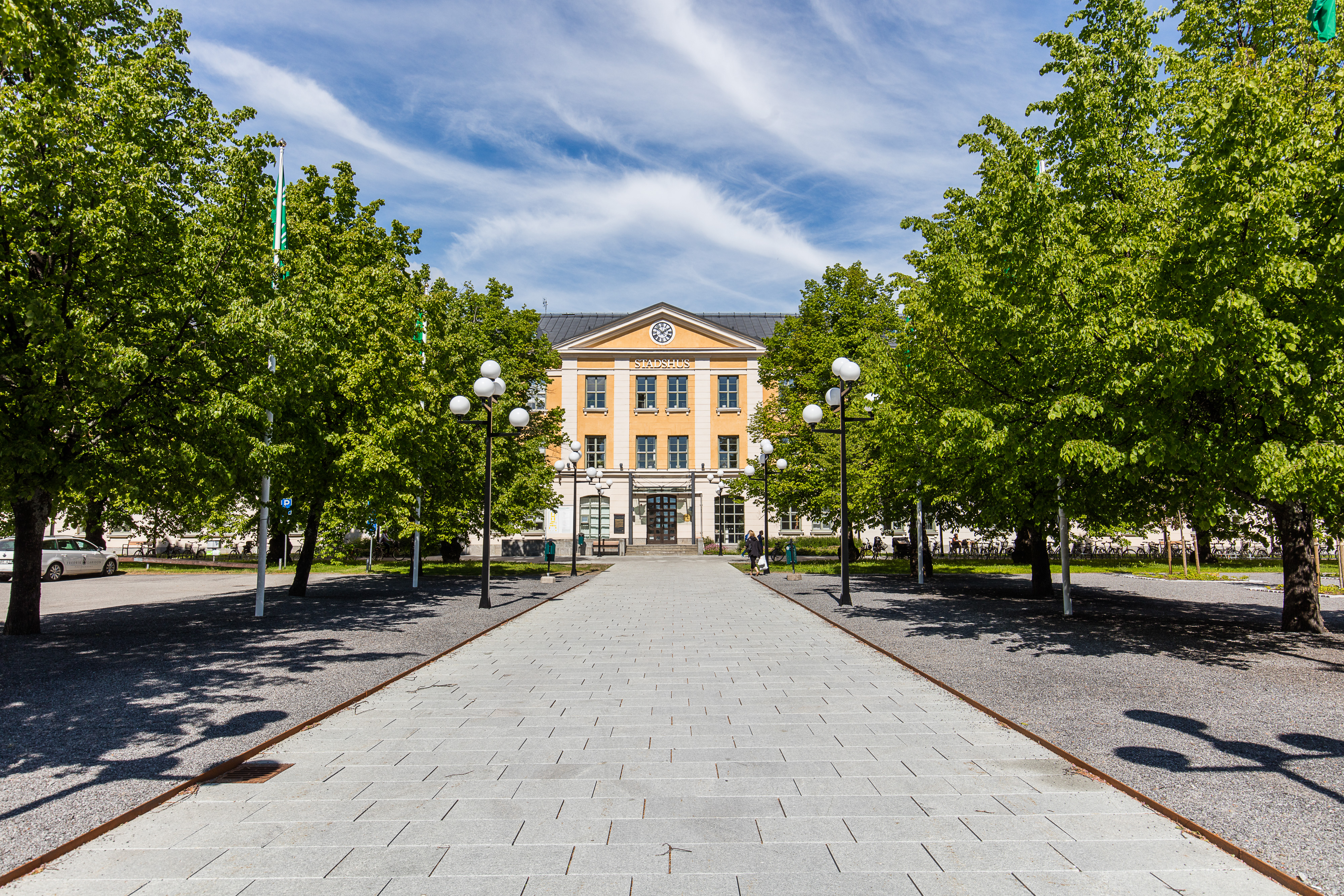
Umeå stadshus i sommartid, tjänade tidigare som kavallerikasern.
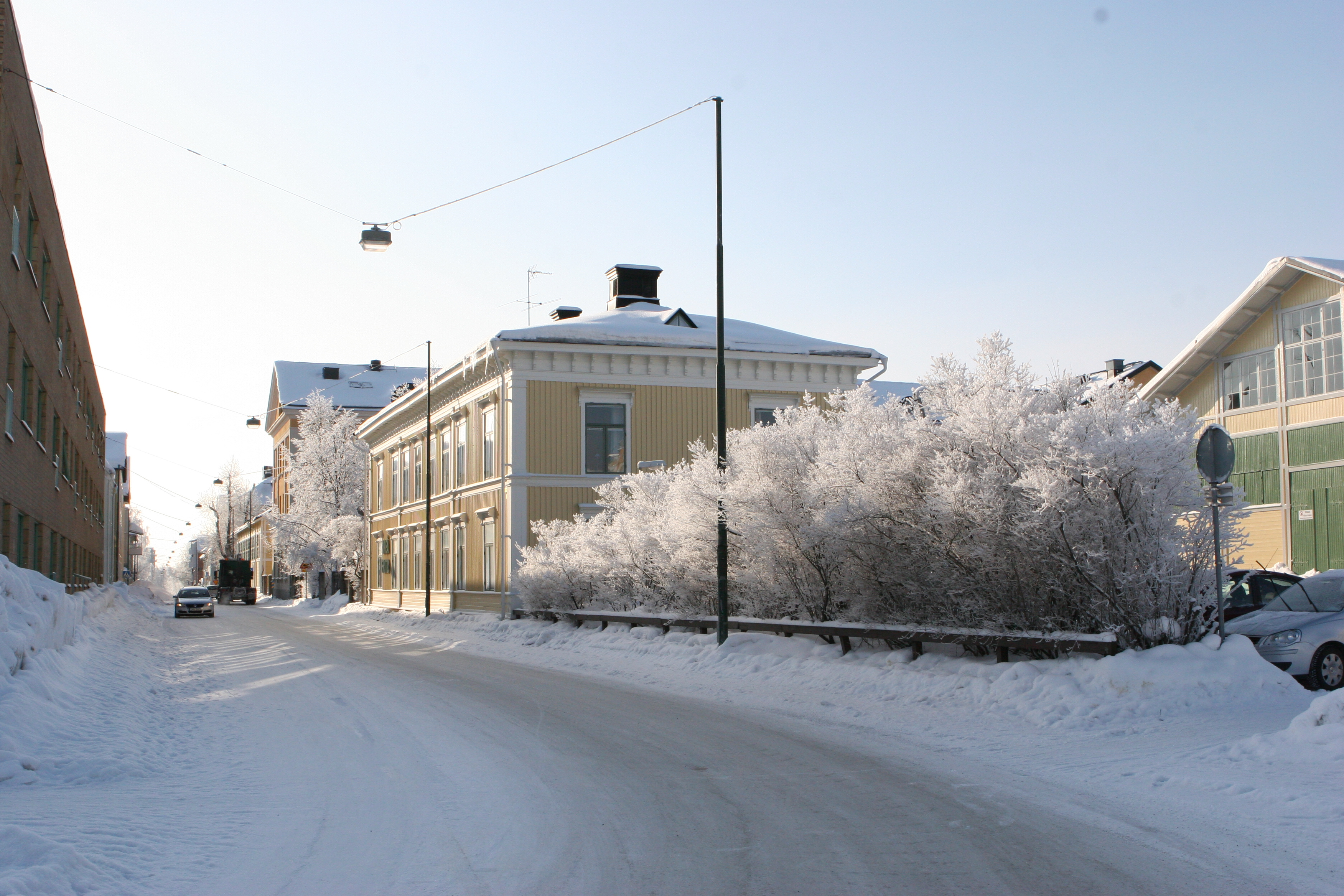
Det gula trähuset till höger fungerade som sadelmakeri.
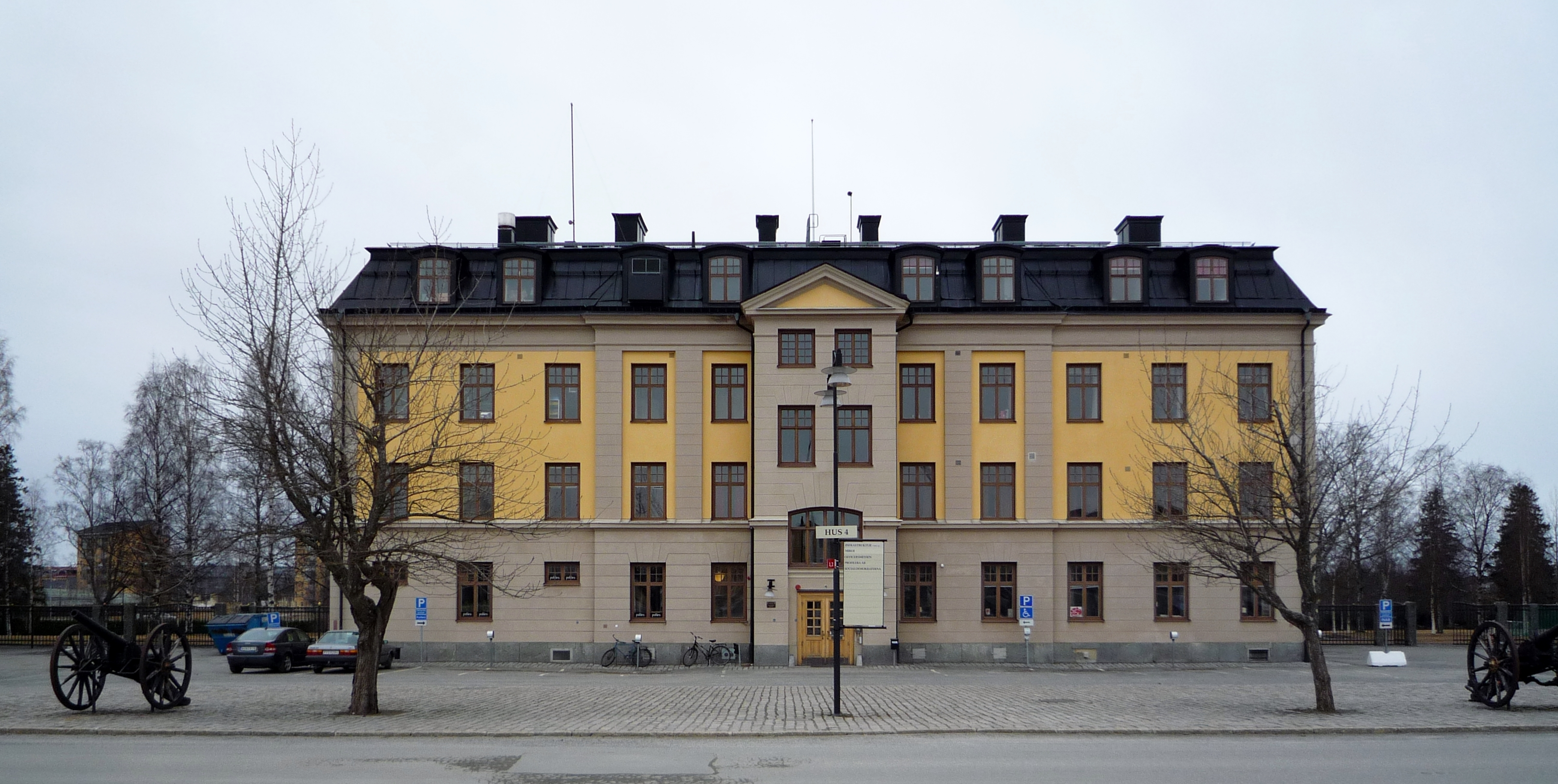
Kanslihuset vid före detta Västerbottens regemente.
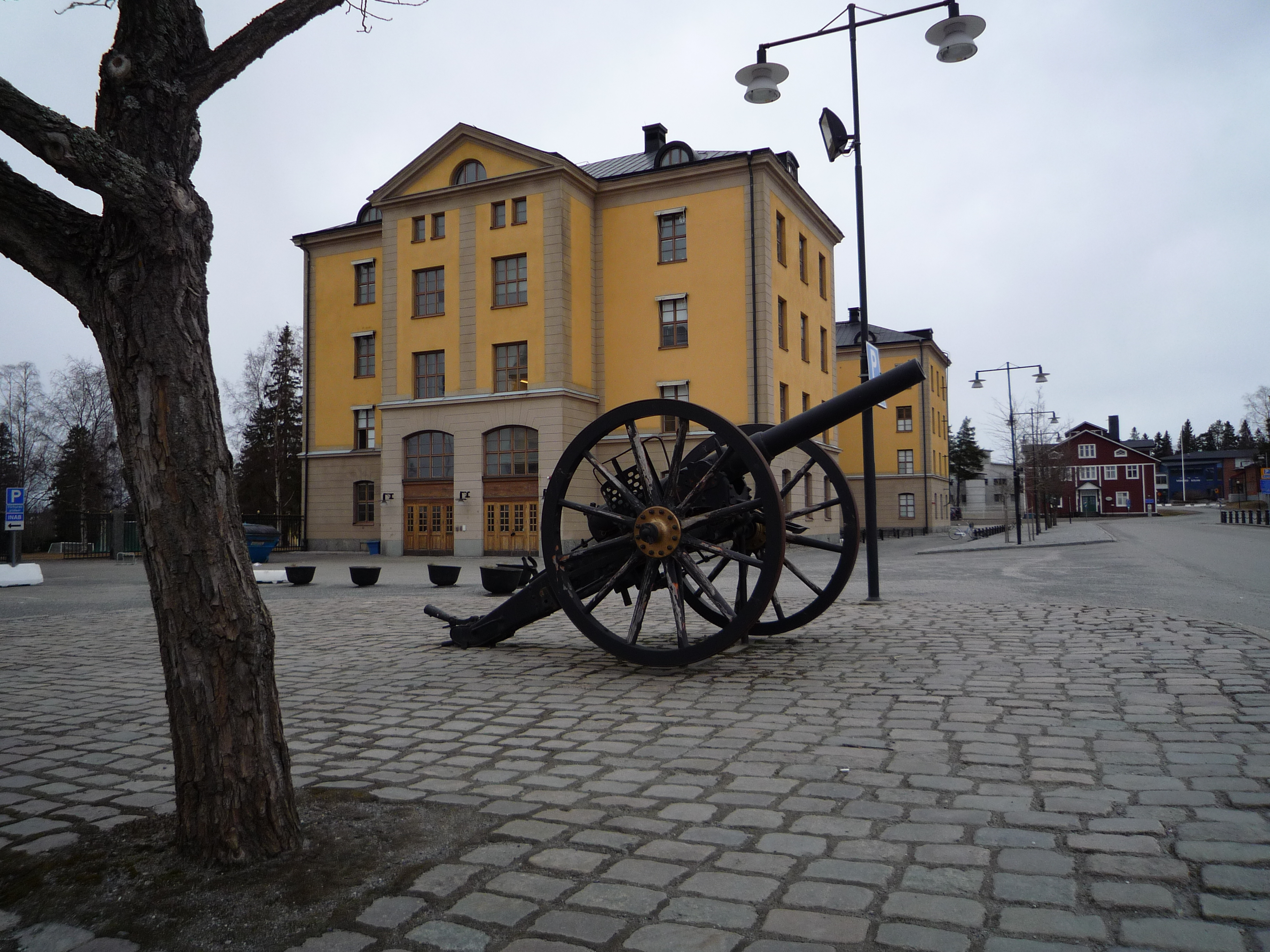
Kasern vid före detta Västerbottens regemente.
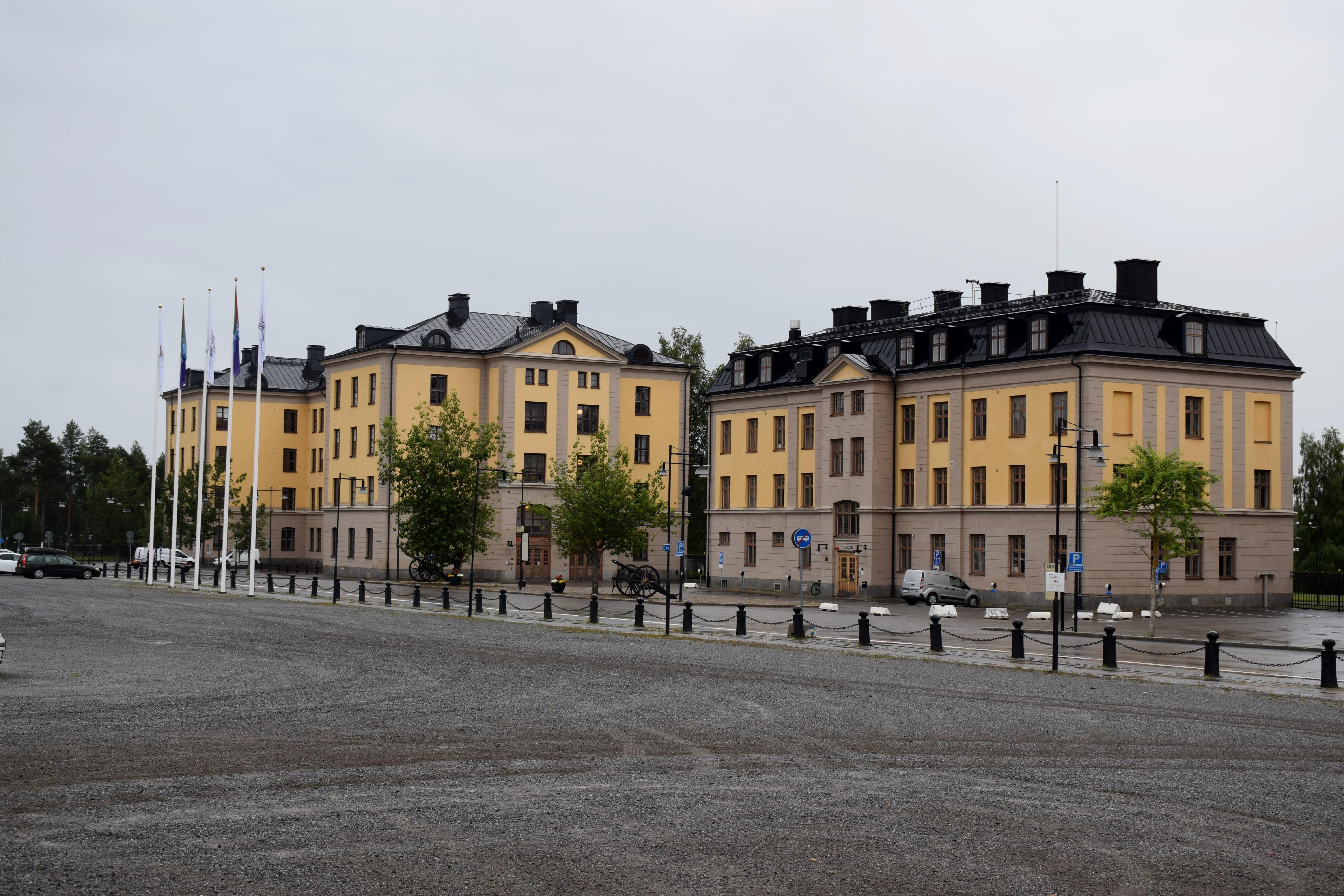
Kanslihus med Kasern II.
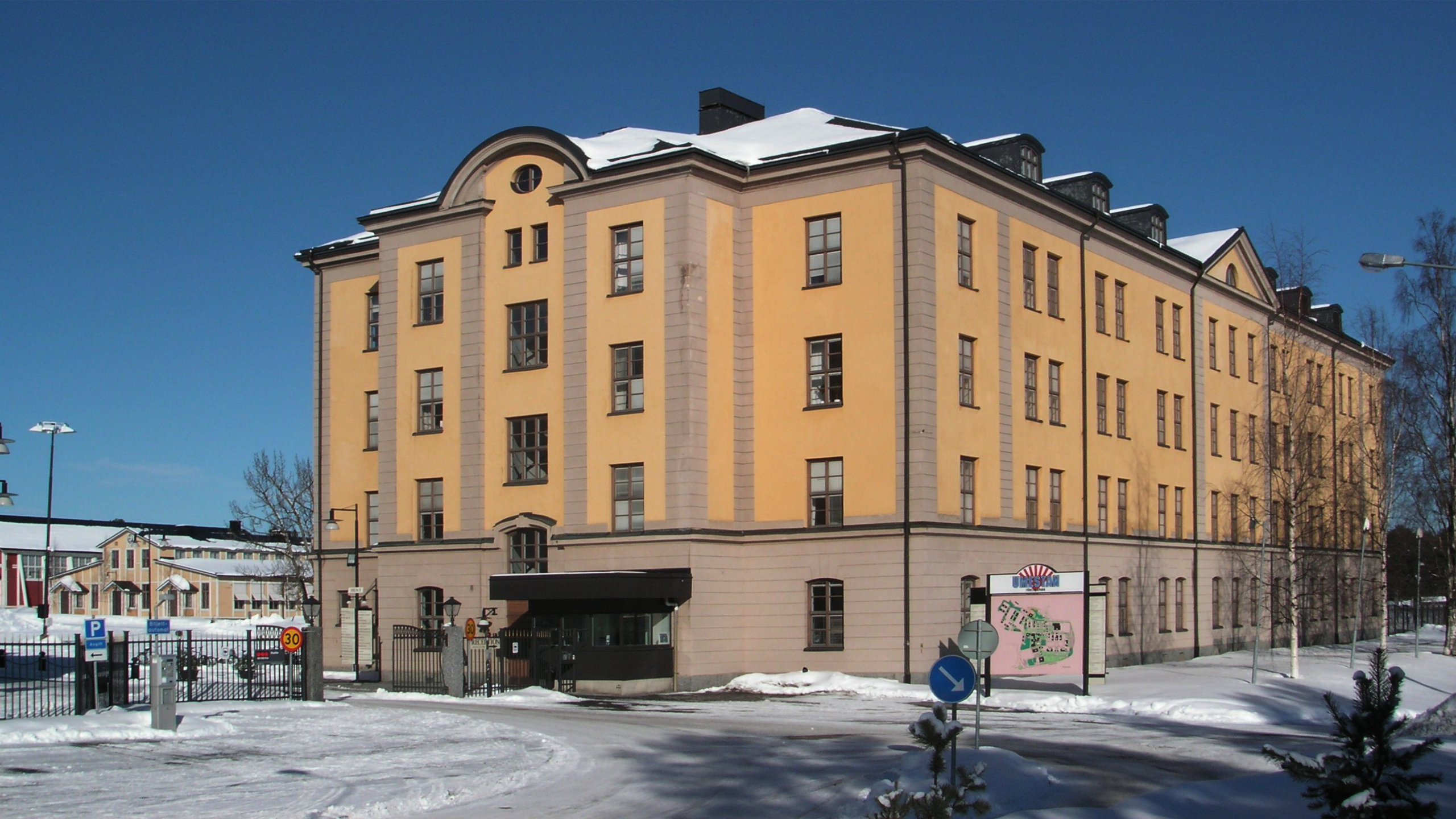
Kasern med vaktlokal vid före detta Västerbottens regemente.
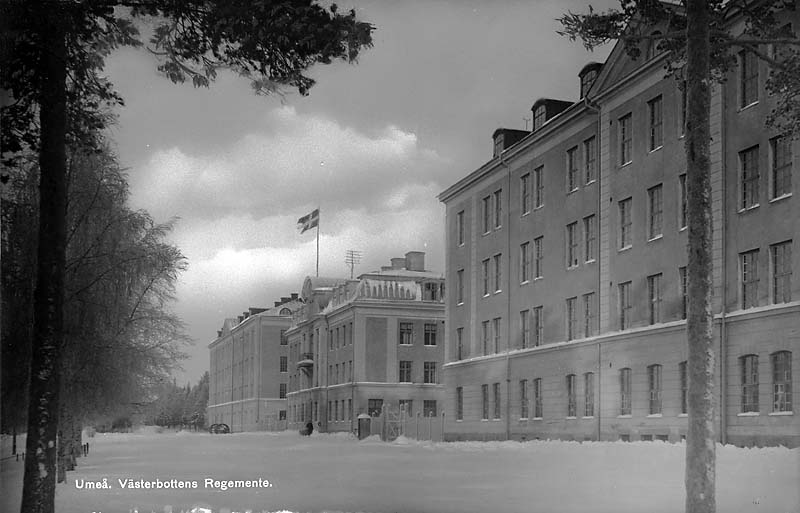
Vy över framsidan av regementet.
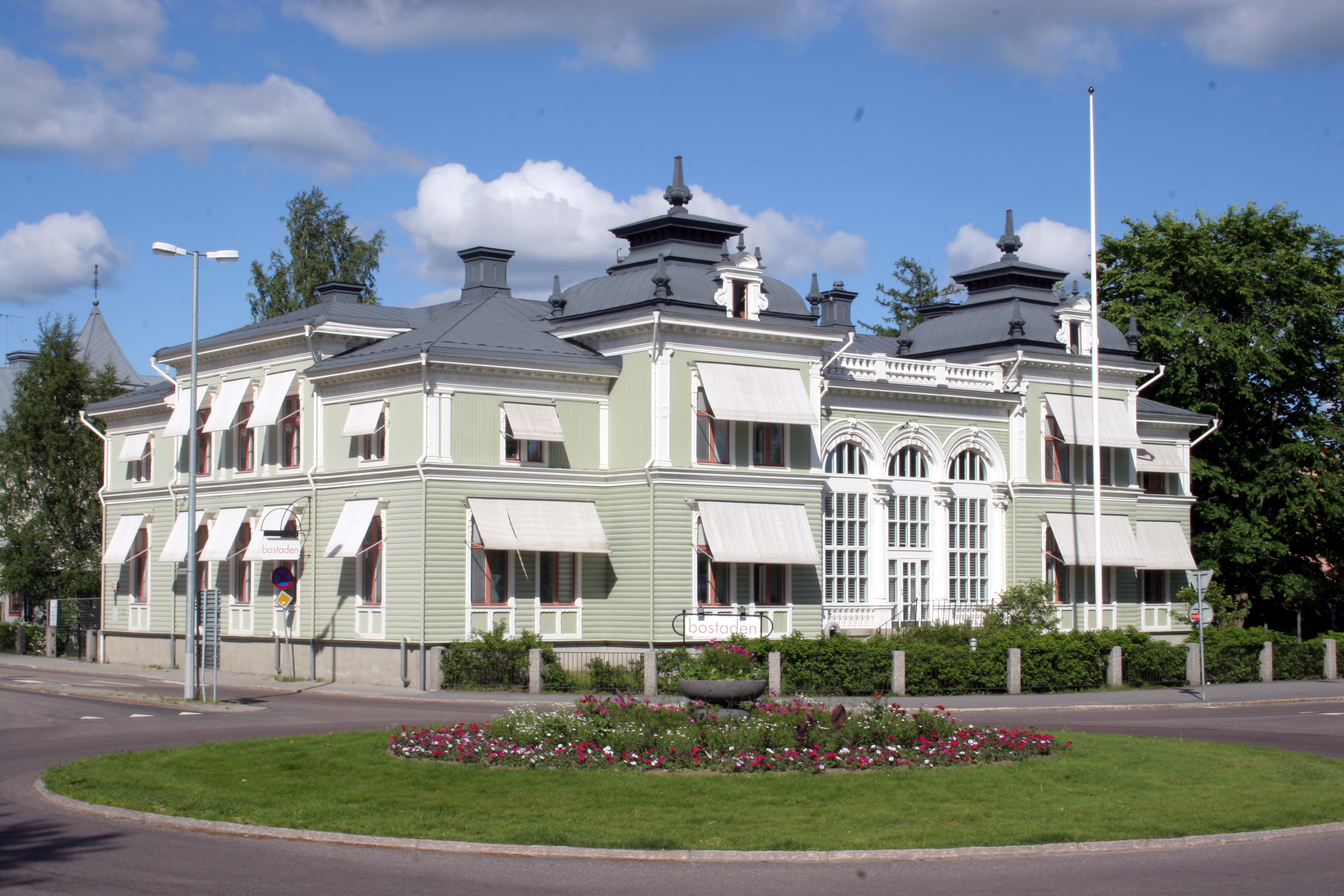
Moritzska gården i Umeå.